# Transrapid

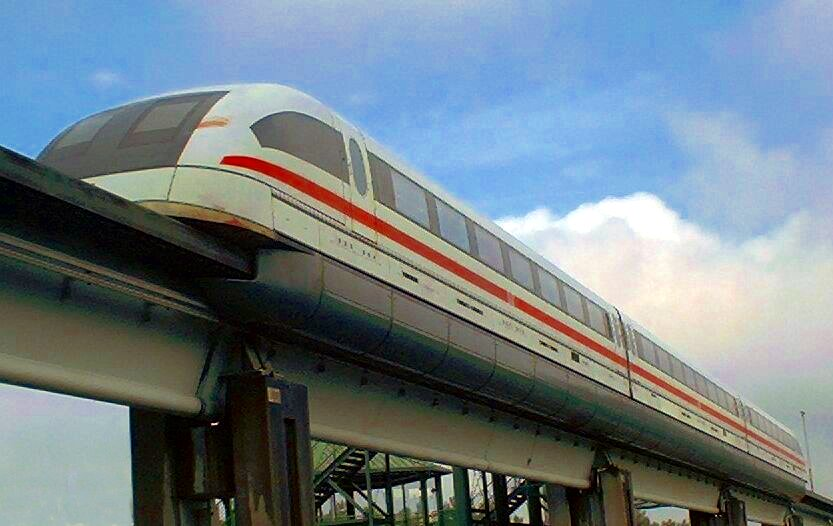
Transrapid na torze testowym w Emsland (Niemcy)

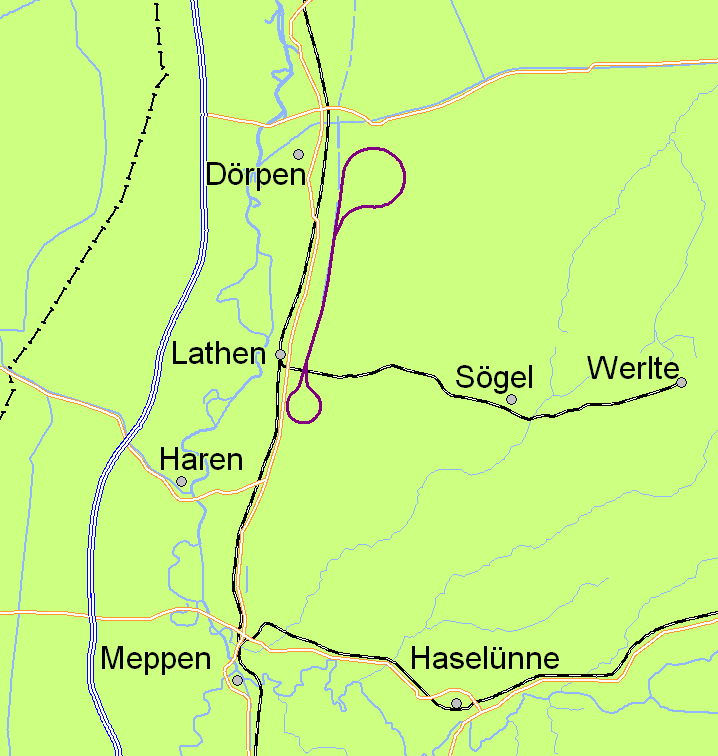
Mapa toru testowego w Emsland

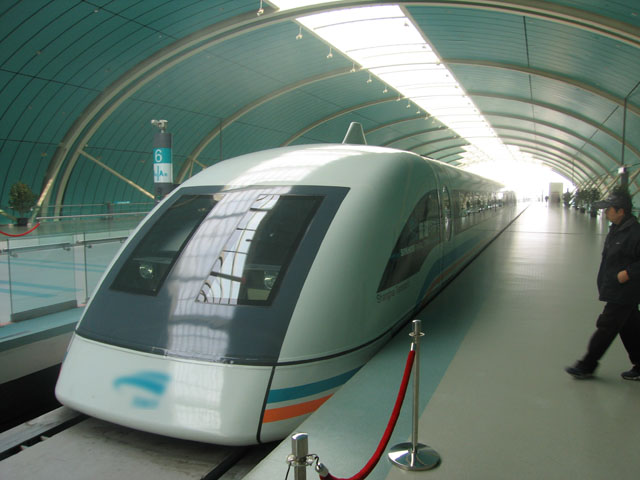
Transrapid w Szanghaju (Chiny)

Transrapid – kolej magnetyczna dużych prędkości, która w normalnej eksploatacji osiągać może do 431 km/h (prędkość osiągana  w ciągu 2 minut wynosi 350 km/h), zdolna do przewozu zarówno pasażerów, jak i towarów. Podczas testu 12 listopada 2003, pociąg osiągnął prędkość  501 km/h. 
Transrapid produkowany jest przez Transrapid Intl. GmbH & Co. KG – Siemens AG w kooperacji z ThyssenKrupp.